# Gymnázium Jana Nerudy
Gymnázium Jana Nerudy je veřejné šestileté gymnázium v Praze na Malé Straně v Hellichově ulici. Své jméno získalo při příležitosti stého výročí narození českého spisovatele a básníka Jana Nerudy. Roku 2010 bylo gymnázium označeno Ministerstvem školství za 2. nejlepší střední školu v České republice. Gymnázium je oceněno certifikátem LabelFrancÉducation. Každoročně pořádají studenti gymnázia přednáškovou akci NeruDny.

## Historie
Výuka na škole byla zahájena 6. října 1865 a do stávající budovy v Hellichově ulici se škola přestěhovala v roce 1876. Tradiční název školy byl Malostranské gymnasium.
Od roku 1948 pracuje na škole dramatický soubor, od roku 1967 hudební a pěvecký soubor. Od roku 1978 je GJN přidruženou školou UNESCO. Novodobou tradicí se stal vzdělávací program Malostranská akademie.
Prvním ředitelem byl literát a politik Václav Zelený. Ve škole studovalo, odmaturovalo nebo vyučovalo několik stovek významných osobností, mezi nimi například akademik Bohumil Bydžovský, první česká lékařka Bohuslava Kecková, profesor Jan Patočka, profesor Radim Palouš, taneční choreograf Luboš Ogoun, spisovatel Vladislav Vančura, herci Milan Neděla, Martin a Petr Štěpánkové, Jan Tříska, Jan Hartl, malíř Aleš Ogoun a další.

## Studium
Na gymnázium je možnost výběru ze dvou (od školního roku 2024/25 ze tří) zaměření, všeobecného šestiletého (dříve bylo rozděleno na humanitní a přírodovědné), dvojjazyčné česko-francouzského a všeobecného čtyřletého. 
Dvojjazyčné studium je součástí gymnázia od roku 1990 a kombinuje francouzský a český přístup k učení. Žáci 2 roky studují v češtině, ale klade se důraz na francouzský jazyk (15 hodin týdně). Od třetího ročníku přejdou studenti do francouzského režimu a vybrané předměty (dějepis, zeměpis, chemie, fyzika a matematika) mají ve francouzštině a samotný jazyk je vyučován "pouze" 6 hodin týdně.
Mezi lety 1996/97 a 2011/12 měla škola osmileté hudební studium v budově na Komenského náměstí.
Od školního roku 2024/25 škola otevírá i jednu třídu čtyřletého všeobecného studia.